# ドゥッラーニー帝国

ドゥッラーニー帝国
د درانیانو ټولواکمني  (パシュトゥー語)
امپراتوری درانیان  (ペルシア語)

ドゥッラーニー帝国の最大版図

ドゥッラーニー帝国（パシュトー語: د دورانیانو امپراتوري）、またはアフガン帝国（パシュトー語: د افغانانو واکمني）は、アフマド・シャー・ドゥッラーニーが興した帝国である。最盛期には現在のアフガニスタン、パキスタン、イラン北部、トルクメニスタン東部、カシミール渓谷を含むインド北西部に跨る領域を支配下に置いていた。
1747年にナーディル・シャーが死亡すると、アフマド・シャー・ドゥッラーニーはカンダハール地域を獲得した。そこを拠点に彼はカーブル、次いでガズニーの征服を始め、1749年にはムガル帝国から現在のパキスタンやパンジャーブ北西部にあたる地域の主権を譲渡された。さらにアフシャール朝のシャー・ルフが支配していたヘラートを獲得するため西へ進軍し、続いてヒンドゥークシュ山脈も手中にしようと目論み軍を送り込んだ。ヒンドゥークシュの全部族は短期間のうちにアフマドの軍勢に加わっている。彼の軍は4度に渡りインドへ侵攻し、カシミールとパンジャーブを支配下に置いた。1757年初頭、彼はデリーの略奪を行ったが、既にデリーにおけるムガル帝国の影響力は低下していたため、アフマド・シャーによるパンジャーブ、シンド、カシミールの宗主権を認める限りにおいて帝国の維持は約束された。1762年にはパンジャーブにおいてシク教徒の虐殺事件を引き起こしている。
1772年にアフマドが死亡すると、新たなドゥッラーニー朝の支配者に息子のティムール・シャーが即位した。ティムールは帝都をカーブルへ移し、ペシャーワルを冬季の帝都に定めた。ドゥッラーニー帝国は現在のアフガニスタンにおける国家の基盤と考えられており、アフマド・シャー・ドゥッラーニーは国民の父と称されている。

## アフマド・シャー・ドゥッラーニーの治世
1709年、ミールワイス・ホータクを中心とするギルザイ部族連合がカンダハールでサファヴィー朝に反旗を翻し、ホータキー朝を樹立した。彼の息子であるマフムード・ホータクは1722年から1725年の短期間でペルシア一帯を支配し、自らをペルシアのシャーと名乗った。しかし、1738年のカンダハール包囲戦においてアフシャール朝のナーディル・シャーに破れ、ペルシアを30年に渡り支配したホータキー朝は滅亡した。
1747年は、アフガニスタンにとってペルシア、ムガル両帝国から完全に独立した政体を獲得した決定的な年といえる。1747年10月、カンダハール付近の都市で行われた大会議においてアフマド・シャー・ドゥッラーニーが新たなパシュトゥーン人の指導者に選出され、ドゥッラーニー朝を興した。アフマドは他の候補者より若年であったが、彼の出身家系は政治的な影響力をもっていたこと、そして彼の父親であるムハンマド・ザマーン・ハーンはヘラートの知事であり、パシュトゥーン人を守る戦いで戦死していることなどが選出の際に考慮されている。

### 相次ぐ勝利

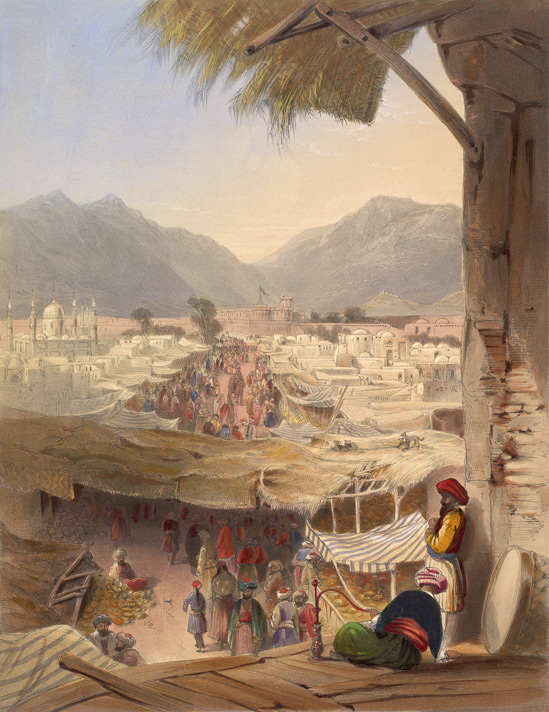
カンダハールのバザールと城塞を望む。1848年、ロバート・C・キャリックによる。

アフマド・シャーによる最初の軍事行動は、ギルザイ部族連合からガズニーを、地元の支配者からカーブルを奪い取ることだった。1749年にはムガル帝国が、アフガンの攻撃から帝都を守るためにシンドやパンジャーブ、インダス川の要所などを差し出している。東側の領土をほぼ戦火を交えることなく獲得したアフマドは、ナーディル・シャーの孫にあたるシャー・ルフが支配する西側の地域・ヘラートに興味を示した。続いて彼はヒンドゥークシュ山脈北部を制圧するため軍隊を派遣した。強力なアフマドの軍隊は、短期間でタジク人、ハザーラ人、ウズベク人、トルクメン人や他の北部アフガニスタンの部族を支配した。ムガル帝国には計4度攻め込んでおり、最終的にカシミール、パンジャーブ、ラホールの領有に成功した。1757年、彼はデリーを略奪したが、ムガル帝国は彼の支配を認める場合に限りその政体は保障された。

### 清との関係
アフマド・シャーはカザフスタンの東国境に迫る清の拡大を警戒していた。そのため、彼は近隣のイスラーム系汗国に団結と清への攻撃を呼びかけ、表面的には西部のムスリム臣民たちを自由にしている。彼は清との交易を取りやめ、コーカンドに軍隊を派遣した。しかしインドでは財政が傾き、中央アジア全域で兵力の低下が見られたため、まともな軍事行動に出られるだけの資源が不足することになり、結果として北京に特使を送ることしかできなかった。

### 第三次パーニーパットの戦い

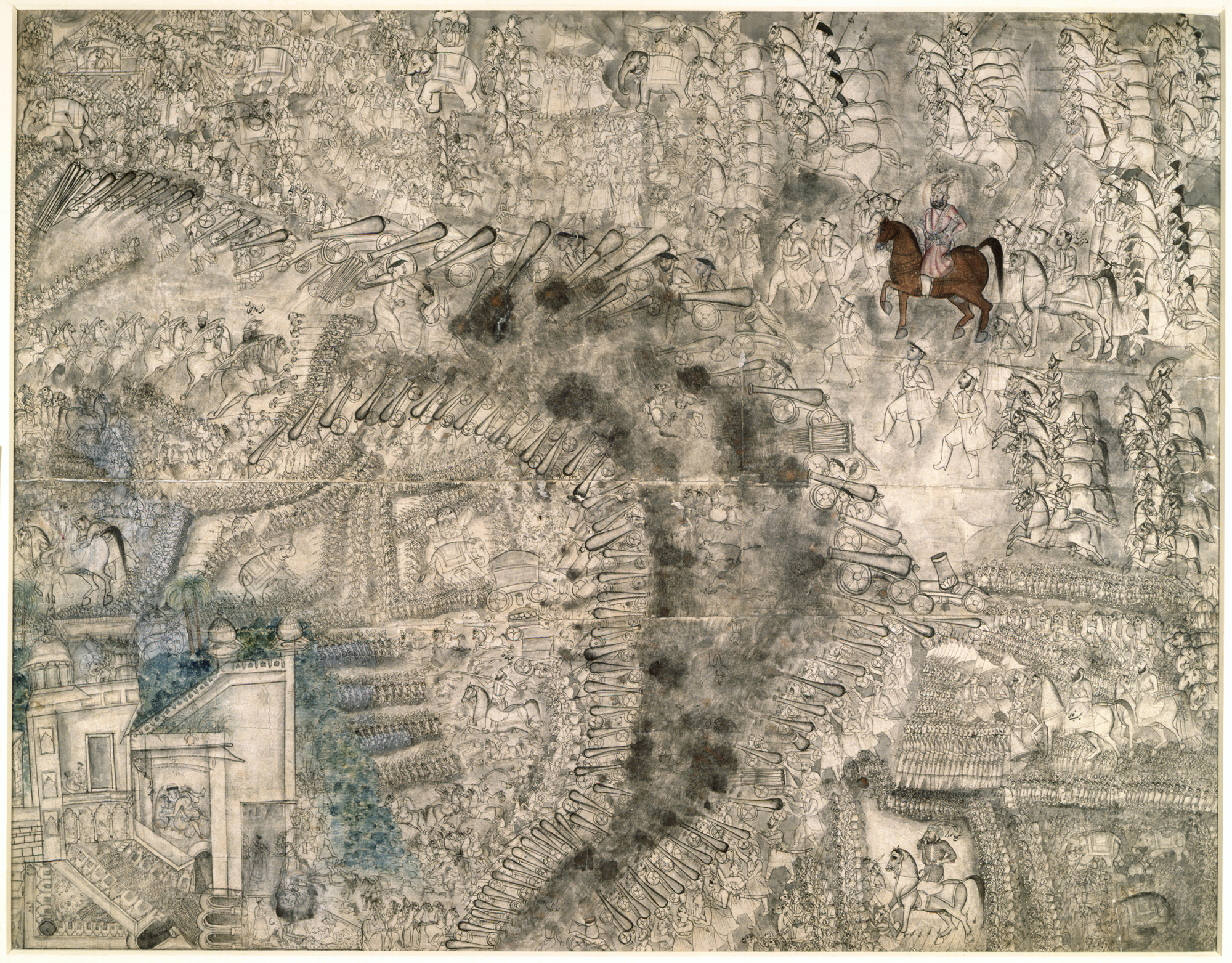
アフマド・シャー・ドゥッラーニーと彼に呼応した勢力は、第三次パーニーパットの戦いでマラーター同盟を撃破した。彼は戦後、シャー・アーラム2世をムガル皇帝として追認している。

インド北部のムガル帝国の勢力は、1707年にアウラングゼーブが死亡して以降弱まっていた。バーラージー・バージー・ラーオがペーシュワーだった1751年から1752年にかけて、マラーター王国とムガル帝国との間でアフマディヤ条約が締結された。この条約によりマラーター王国は支配域を王都プネーからインド北西部まで広げ、一方でムガル帝国の影響が及ぶ範囲はデリーに限られてしまった。共にインドへ勢力を拡大していたマラーターとドゥッラーニーはやがて衝突した。デリーを略奪したアフマドのもとにラグナート・ラーオが派遣され、戦闘になった。彼はまずパンジャーブのローヒラーとパシュトゥーンからなるドゥッラーニー帝国の守備隊を破ったのち、インドからティムール・シャーと彼の臣下を追放している。その後ラホールやムルターン、カシミールなどを獲得した。これにより、1757年の時点でカンダハールに帰還していたアフマドはマラーター同盟の脅威に直面し、至急インドに戻らざるを得なくなった。
アフマド・シャーはマラーターに対するジハードを宣言し、バローチー人を含む多くのパシュトゥーン系部族が軍に加わった。全軍の司令官にはスバ・ハーン・タノリが選ばれている。初期の小競り合いに続いて、インド北西部でドゥッラーニー軍がマラーター守備隊を破った。また、1759年にはアフマドと彼の軍勢はラホールに到着し、マラーターを迎え撃つ準備を整えていた。一方で、マラーター側も1760年までにサダーシヴ・ラーオ・バーウの下強大な軍隊が作り上げられていた。軍備の整った両軍は再びパーニーパットで衝突した。ムスリムとヒンドゥー教徒の衝突で勃発した第三次パーニーパットの戦い（1761年1月14日）は激戦となり、前線が12キロに及んでいる。最終的にドゥッラーニー帝国側は勝利したものの、大きな損害を被る結果となった。これには、パンジャーブ地方で勢力を強めたシク王国やブハラ北部で起こった反乱への対処に追われたことが要因として挙げられる。

### 帝国の斜陽

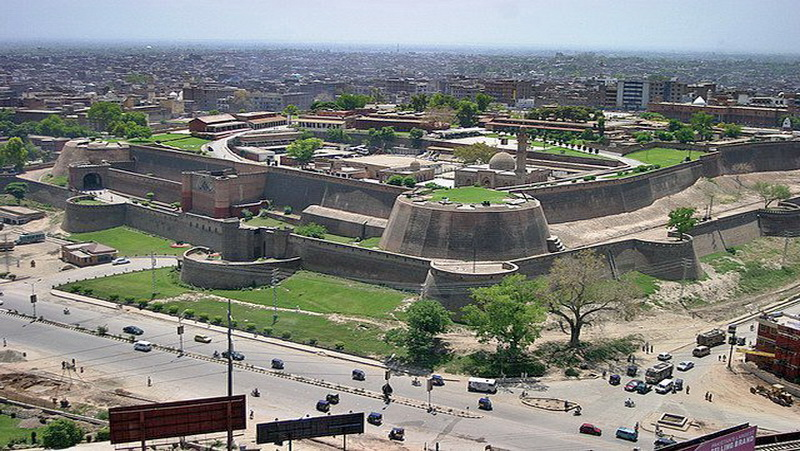
ペシャーワルにあるバラ・ヒッサール城塞は、ドゥッラーニー王家の宮廷の一つであった。

パーニーパットでの勝利は、アフマド・シャーと彼の軍勢の力が最高潮にあった瞬間である。しかし、それでも徐々に帝国の力は落ちており、彼が死亡する前であっても傾き始めていた。1762年、アフマドはアフガニスタンから峠を6度も行き来してシク王国を抑え込んだ。ただ、帝国の支配力に陰りが見え始めたのはこの頃からである。彼はラホールを襲撃し、聖都アムリトサルではシク教徒を虐殺した後黄金寺院を破壊した。2年以内にシク教徒は再び立ち上がり、アムリトサルを再建した。それを受け、アフマドはシク教徒を永続的に服従させるため様々な試みを行ったが、失敗に終わっている。同時期に帝国北部ではブハラ首長国の反乱が起こっており、最終的に首長国の領土分割を認める形で合意した。第三次パーニーパットの戦いから10年後の1771年、マハーダージー・シンディアに率いられたマラーター同盟はデリーへ入城し、この地を再占領した。これによりローヒラー族はドゥッラーニー帝国から永久的に切り離されることとなった。アフマドは1773年4月14日に邸宅をカンダハール東部の山間部へ移している。彼は部族の同盟と敵対の均衡を保ち、彼らの勢力を反乱とは逆の方向へ向けたことで顕著な功績を残した。彼がアフガニスタンのアフマド・シャー・バーバー（父アフマド・シャー）と認められた所以である。

## その他の支配者たち
アフマド・シャーの後継者たちによる統治はことごとく失敗し、彼の死後50年も経たずして帝国は崩壊、アフガニスタンは内戦へと突入していくことになる。彼が獲得した帝国の領地はこの半世紀で大半が失われた。1818年までにアフマドを継承した統治者たちが支配した領域は、僅かにカーブルと半径160キロの周辺地域しかなかった。彼らは遠隔地を失っただけでなく、同じパシュトゥーン人の部族すら切り離す結果を生んだ。

### ティムール・シャー（1772年 – 1793年）
アフマドは彼の息子であるティムールにその座を引き継いだ。アフマド治世下では父に代わってインド北部を管理していたが、マラーター同盟によりインドから追放されている。アフマドの死後、ドゥッラーニーの族長たちは渋々彼の継承を受け入れた。彼の治世はほぼ内戦と内乱の対応に追われてばかりであり、争いに押される形で帝都をカンダハールからカーブルへ遷都している。ただ、これは彼が無能の統治者であることを示しただけであり、この頃から帝国の崩壊は始まった。なお、彼には24人もの子がおり、次代は5番目の息子であるザマーンが引き継いだ。

### ザマーン・シャー（1793年 – 1801年）

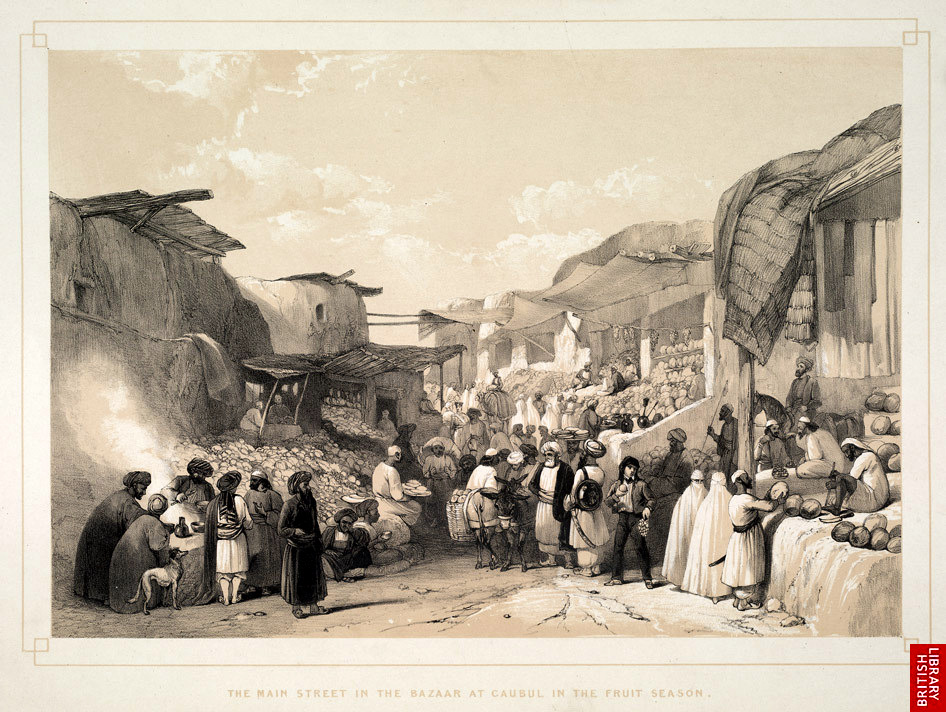
カーブルのバザール

ティムール・シャーの死後、カンダハール、ヘラート、カーブルを統治していた彼の3人の息子が継承を争っている。カーブルを管轄していたザマーンは帝都を支配することで地位を確立し、23歳でシャーとなった。なお、彼の兄弟の半数は新たなシャーを選出する目的で帝都を訪れた際に投獄されている。アフガニスタン全土を巻き込んだ継承戦争は、外敵の侵入に好都合であった。
ティムール・シャーによる、真の絶対君主制を好戦的なパシュトゥーン人部族に継承し、他の主要な部族の助言なしでも統治を行おうとした努力は失敗に終わっている。シク教徒たちは幾度も侵攻してくるパシュトゥーン人から身を守るため力をつけ始めていたが、ザマーン・シャーはそれを食い止められなかった。シク王国のランジート・シングはザマーンの軍隊を無力化している。後にザマーンが兄弟によって視力を奪われたとき、パンジャーブにある収容所へ彼を入れた人物こそランジート・シングである。
ザマーン政権の崩壊は、権力を統合しようとした彼の試みから始まった。彼はバーラクザイの有力者の支持を得てシャーの座に即いたにもかかわらず、直後バーラクザイを権力の中枢から追放し、彼自身の系譜であるサドーザイに置き換え始めた。この行動は、アフマドが築き上げたドゥッラーニー部族連合による政治の絶妙なバランスを崩すこととなった。

### マフムード・シャー（第一次、1801年 – 1803年）
1801年にザマーン政権が崩壊すると、国内の混乱はより一層大きなものとなった。その中でシャーとなったマフムードだったが、彼の治世は僅か2年で終わっている。

### シュジャー・シャー（1803年 – 1809年、1839年 – 1842年）
マフムードを引き継いだシュジャーも、その統治期間は6年しかない。1809年6月7日、彼は大英帝国と条約を交わしている。この条約には領土を外国軍が通過することに反対する内容が盛り込まれていた。これはアフガニスタンにとって初の欧州国家との条約であり、フランスやペルシアがイギリス植民地やアフガニスタンに侵攻してきた際には共同で対処することを規定している。条約を結んだ数週間後、彼はマフムードによって罷免され、マフムードが支配者となった。なお、1839年にイギリスの支援を受けてシャーの座に復帰した。

### マフムード・シャー（第二次、1809年 – 1818年）
マフムードによる2度目の統治は9年間に渡る。彼はバーラクザイを疎んじていたが、後にバーラクザイはドースト・ムハンマド・ハーンによって独立し、サドーザイを滅ぼすことになる。

### スルターン・アリー・シャー（1818年 – 1819年）
アリーはティムール・シャーの別の息子である。約1年統治したが、既に帝国は崩壊寸前であった。

### アイユーブ・シャー（1819年 – 1823年）
アイユーブはドゥッラーニー帝国最後のシャー（厳密にはシュジャーが終代）である。彼は1823年に退位したが、その年に殺害されたとされている。彼の治世下でカシミールを喪失した。